# Chilothorax clausula
Chilothorax clausula är en skalbaggsart som beskrevs av Koshantschikov 1910. Chilothorax clausula ingår i släktet Chilothorax och familjen Aphodiidae. Inga underarter finns listade i Catalogue of Life.